# Apparecchio triassiale
L'apparecchio triassiale è un dispositivo che permette una grande varietà di percorsi di carico
potendo controllare, in via teorica, le sei componenti del tensore degli sforzi.
Per motivi topologici al massimo si controllano solamente 3 componenti.
Tra le tipologie esistenti si menzionano le più diffuse: l'apparecchio triassiale vero (TTA) e
l'apparecchio triassiale ordinario.

## Apparecchio triassiale ordinario
La macchina triassiale ordinaria è uno strumento che permette il controllo di due componenti indipendenti del tensore delle deformazioni o degli sforzi. Essa è costituita da una cella riempita di fluido, che trasmette una pressione isotropa a un campione cilindrico di terreno, posto in una guaina impermeabile che separa l'acqua contenuta nei pori del provino dal fluido esterno. La cella è costituita in genere da un cilindro in perspex, di modo che si possa
osservare il comportamento del campione durante la prova. Le basi collegate alla superficie superiore ed inferiore del provino sono porose, in modo che sia consentito il drenaggio. Il passaggio dell'acqua all'interno del campione viene regolato attraverso un
rubinetto.

### Prova consolidata drenata
Per effettuare una prova drenata è necessario che i rubinetti siano aperti e che il carico sia applicato con sufficiente lentezza: in questo caso l'acqua in entrata o in uscita dal provino può essere utilizzata per misurare le variazioni di volume del provino. Considerando sia l'acqua all'interno dei pori sia i granelli solidi come incomprimibili (ipotesi valida per i livelli tensionali a cui sono assoggettati i terreni) e se il provino è saturo, allora la quantità d'acqua entrata o uscita dal campione coincide con la sua variazione di volume. Per saturare completamente il provino è necessario che tutti i vuoti del provino siano riempiti di acqua: questa è una condizione difficilmente raggiungibile a causa della tendenza dell'aria di disciogliersi in acqua. Per liberare il campione dall'aria disciolta si possono usare diversi metodi (anche combinati tra loro), tra cui la circolazione all'interno del
campione di anidride carbonica (non solubile in acqua), il lavaggio con acqua deareata o l'applicazione di una contropressione (back-pressure). In genere si preferisce l'utilizzo di una contropressione, cioè viene fatta aumentare contemporaneamente la pressione interstiziale e la pressione di cella (cosicché lo sforzo efficace resta costante) allo scopo di espellere l'aria residua.
Dopo che il campione è stato saturato si passa alla fase di consolidazione, durante la quale esso è sottoposto ad una pressione isotropa. Successivamente si passa alla fase di taglio, durante la quale il terreno subisce una variazione dello stato tensionale non isotropa, generando quindi sforzi di taglio. La velocità a cui deve essere effettuata la prova per essere considerata drenata è funzione della permeabilità del terreno, in quanto bisogna fare in modo che la pressione neutra indotta dal carico venga dissipata.

### Prova consolidata non drenata
La prova non drenata è del tutto simile a quella drenata per quanto riguarda l'applicazione della pressione di cella (fase di consolidazione). Alla fine di questa fase il provino viene isolato idraulicamente chiudendo i tubi di drenaggio mentre viene applicato il percorso di carico a rottura. Il provino non può quindi variare il proprio volume. È comunque necessario leggere tramite apposite strumentazioni la pressione interna del provino, in modo da ricreare il percorso di carico in termini di tensioni efficaci.

### Prova non consolidata non drenata
Si differenzia dalle due precedenti prove per l'assenza di consolidazione prima dell'applicazione del carico. Tutti i tubi di drenaggio sono chiusi, quindi, sia durante l'applicazione della pressione di cella, sia durante il percorso di carico a rottura, non avviene variazione volumetrica nel provino.

### Equazioni governanti
Ipotizzando che la membrana sia perfettamente flessibile, le basi siano lisce ed il materiale isotropo (o almeno ad isotropia trasversa), lo stato tensodeformativo interno al provino può essere considerato uniforme e si possono considerare gli assi principali di sforzo diretti assialmente e in due qualsiasi direzioni mutuamente ortogonali nel piano perpendicolare all'asse.
Il legame costitutivo è quindi esprimibile come:
{\displaystyle {\begin{bmatrix}{\dot {\varepsilon _{a}}}\\{\dot {\varepsilon _{r}}}\end{bmatrix}}={\begin{bmatrix}C_{aa}&C_{ar}\\C_{ra}&C_{rr}\end{bmatrix}}{\begin{bmatrix}{\dot {\sigma '_{a}}}\\{\dot {\sigma '_{r}}}\end{bmatrix}}}
dove i pedici 'a' ed 'r' indicano rispettivamente le direzioni assiale e radiale.